# Sansheng, Hunan
Sansheng är en sockenhuvudort i Kina. Den ligger i provinsen Hunan, i den södra delen av landet, omkring 250 kilometer nordväst om provinshuvudstaden Changsha. Antalet invånare är 34 094. Befolkningen består av 16 414 kvinnor och 17 680 män. Barn under 15 år utgör 14,0 %, vuxna 15-64 år 71 %, och äldre över 65 år 14,0 %.
Runt Sansheng är det ganska tätbefolkat, med 172 invånare per kvadratkilometer. Sansheng är det största samhället i trakten. I omgivningarna runt Sansheng växer huvudsakligen savannskog.
Genomsnittlig årsnederbörd är 1 697 millimeter. Den regnigaste månaden är september, med i genomsnitt 263 mm nederbörd, och den torraste är december, med 19 mm nederbörd.